# هرمان شتاينر
هرمان شتاينر هو نحات سويسري، ولد في 1913، وتوفي في 14 نوفمبر 2005.